# Manuel Hernández Gómez
Manuel Hernández Gómez (Bogotá, 20 de octubre de 1928-Bogotá, 1 de octubre de 2014) fue un pintor colombiano, considerado una de las figuras clave dentro de la pintura abstracta del país.

## Biografía
Formado en la Escuela de Bellas Artes de la Universidad Nacional en el año 1946, completó sus estudios en la ciudad de Santiago a través de una beca de gobierno de Chile. Obtuvo el primer premio honorífico del Salón de Artistas Jóvenes en 1951. En la década de 1960, abandonó el estilo figurativo de su carrera para dedicarse al arte abstracto, del que es pionero en Colombia

### Exposiciones
Su primera exposición individual se celebró en 1956 en Bogotá. A partir de ahí inaugura exposiciones en ciudades como París, Roma, Nueva York, y en el evento internacional de la Bienal de Venecia en 1958. El Museo de Arte Moderno de Bogotá en el año 2008 le dedica una gran retrospectiva con una amplia selección de su obra.

### Actividades académicas
Paralelamente a su creación artística, se centró en la formación pedagógica. Siendo docente en la Escuela de Bellas Artes de Bogotá y fue director de la Escuela de Bellas Artes de Ibagué.